# Eibar
Eibar – gmina w Hiszpanii, w prowincji Gipuzkoa, w Kraju Basków, o powierzchni 24,78 km². W 2011 roku gmina liczyła 27 507 mieszkańców.
W mieście rozwinął się przemysł metalowy oraz maszynowy.

## Współpraca
- Yecla, Hiszpania
- Vilariño de Lama Má, Hiszpania